# BSG Dunlop SV Hanau
BSG Dunlop SV Hanau is een Duitse voetbalclub uit Hanau, Hessen. 

## Geschiedenis
De precieze oprichtingsdatum van de club is niet meer bekend. De club was een BSG van het bedrijf Dunlop, dat ook in Hanau een grote vestiging had. Het bedrijf was sponsor en liet in 1933 al een stadion bouwen dat plaats bood aan 6.000 toeschouwers. 
In 1937 trad de club voor het eerst in de schijnwerpers door zich te kwalificeren voor de Tschammerpokal, de voorloper van de DFB-Pokal. In de eerste ronde verloren ze echter van Eimsbütteler TV. In 1938 stond de club na de reguliere competitie samen met TSV 1860 Hanau op de eerste plaats en kon na een beslissende wedstrijd de titel winnen. Hierna nam de club deel aan de eindronde om promotie en dwong ook deze af. In de Gauliga Hessen speelde de club nu in dezelfde klasse als stadsrivaal en titelverdediger 1. FC Hanau 93. De club werd achtste en kon het behoud verzekeren. Door het uitbreken van de Tweede Wereldoorlog werd de Gauliga in twee reeksen van zes clubs gesplitst. Dunlop werd twee keer op rij vijfde en kon een degradatie net vermijden. 
Vanaf 1941 ging de club in de Gauliga Hessen-Nassau waar de club laatste werd. Na de oorlog werd de club ontbonden. 